# Danuta Jośko-Żochowska

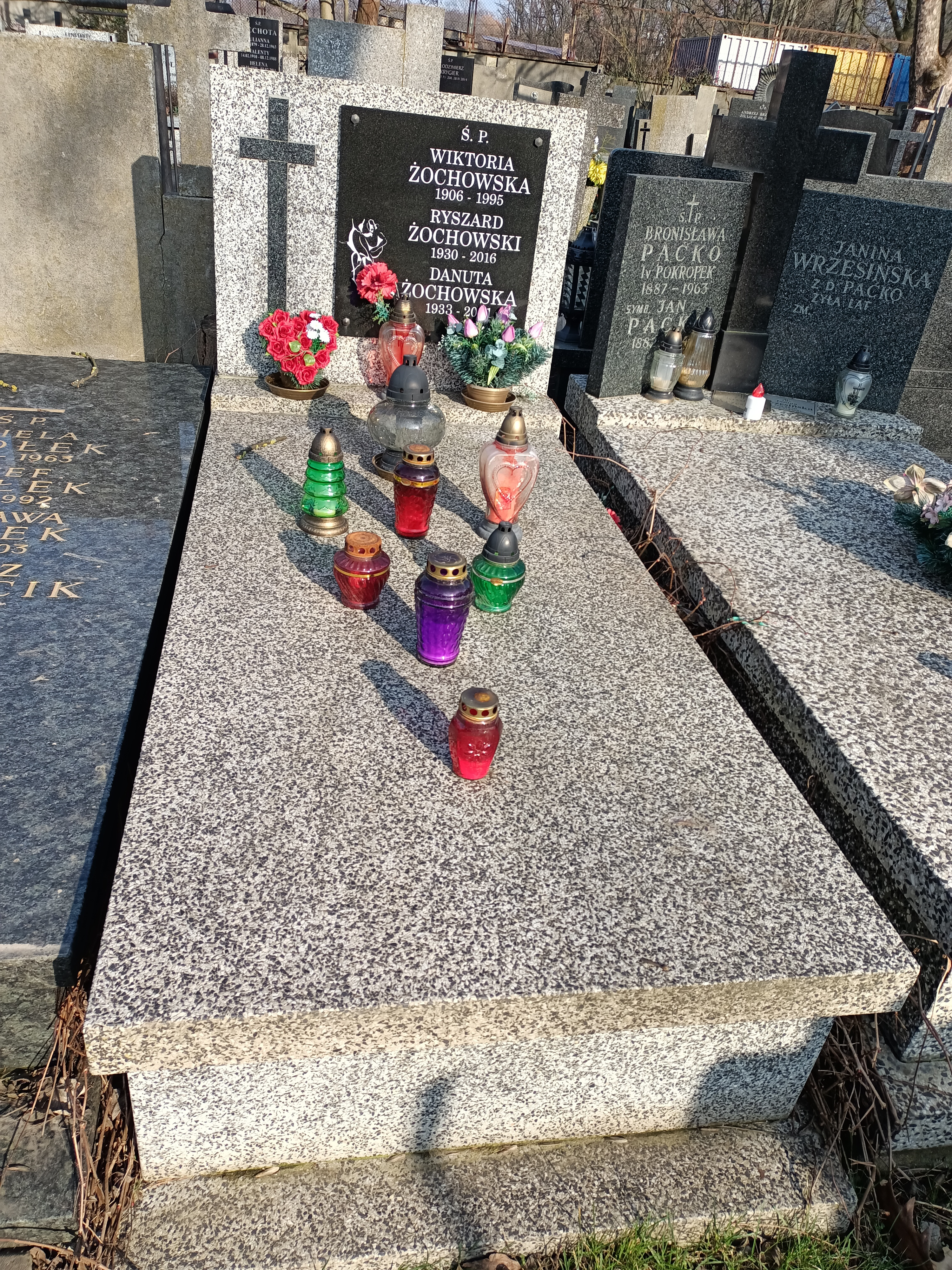
Grób Danuty Żochowskiej na Cmentarzu Wolskim w Warszawie

Danuta Jośko-Żochowska, właściwie Halina Danuta Żochowska, z d. Jośko (ur. 10 listopada 1933 w Chmielu, zm. 22 lutego 2021) – polska siatkarka, wicemistrzyni świata (1952), brązowa medalistka mistrzostw świata (1956, 1962), brązowa medalistka mistrzostw Europy (1955), mistrzyni Polski (1961). Także mistrzyni Polski w brydżu sportowym.

## Kariera sportowa
Była zawodniczką OWKS Lublin, a następnie Legii Warszawa, z którą zdobyła mistrzostwo Polski w 1961, a także pięciokrotnie wicemistrzostwo Polski (1955, 1956, 1957, 1963 i 1964)
W reprezentacji Polski debiutowała 24 kwietnia 1952 w towarzyskim spotkaniu z zespołem Wissenschaft Halle. Czterokrotnie wystąpiła na mistrzostwach świata (1952 – 2 m., 1956 – 3 m., 1960 – 4 m., 1962 – 3 m.). Ponadto w 1955 wywalczyła brązowy medal mistrzostw Europy, a w 1954 brązowy medal akademickich mistrzostw świata. Ostatni raz w biało-czerwonych barwach wystąpiła 12 stycznia 1963 w towarzyskim spotkaniu z reprezentacją Lipska. Łącznie w I reprezentacji Polski zagrała w 138 spotkaniach, w tym 118 oficjalnych.
Dwukrotnie zdobywała mistrzostwo Polski w brydżu sportowym: w 1980 w parach kobiet, w 1987 w teamach. Była też sekretarzem i wiceprezesem Warszawskiego Związku Brydża Sportowego.
Jej mężem był koszykarz i dziennikarz sportowy Ryszard Żochowski.